# Урванцева, Ульяна Анатольевна
Улья́на Анато́льевна Урва́нцева  (род. 28 марта 1971, Москва, Россия) — российская актриса.

## Биография
В 1988 году окончила школу № 397 в Москве, в 1993 году — Российский институт театрального искусства — ГИТИС, курс А. В. Бородина. С 1993 года по сегодняшний день работает под руководством Бородина в Российском академическом молодёжном театре (бывший Центральном Детском театре). Критика отмечала мастерство Урванцевой в поставленном для неё моноспектакле «Идеалистка» на основе произведений Александра Володина (2008), но и различные эпизодические роли актрисы привлекали к ней внимание специалистов.
Некоторое время работала на телеканале «Радость моя» (различные роли, в том числе главная роль работницы чайной Дуни, в цикле «Сказки и истории»).

## Фильмография
- 1990 — Ночь длинных ночей
- 1992 — Мелочи жизни (сериал) — Настя Костикова
- 1995 — Мелкий бес — эпизодическая роль
- 2001 — Дурачки (короткометражный фильм) — она
- 2003 — Саша+Маша (телесериал) — эпизодические роли
- 2005 — Золотой телёнок (многосерийный телефильм) — Девушка с киностудии
- 2006 — Врачебная тайна (телесериал) — Светлана Воронец
- 2007 — Атлантида (Телесериал) — Бородина
- 2007 — Снежный ангел — Алиса
- 2007 — Берия. Проигрыш — Зоя Новожилова
- 2008 — Райские яблочки (телесериал) — Эпизодические роли
- 2009 — Барвиха (телесериал) — мама Леси
- 2009 — Исаев (телесериал) — Клейменова
- 2013 — Роковое наследство — Елена, опекун Владислава
- 2014 — Деревенщина — Татьяна Авенировна, жена Сурикова
- 2014 — Самара-2 — Надежда Геннадиевна, и. о. начальника подстанции скорой помощи

## Театральные работы

### РАМТ
- «Незнайка-путешественник» Автор: Николай Носов. Режиссёр — Алексей Блохин. Роль — Белочка. Премьера: Сентябрь 1999 года
- «Принц и нищий» Автор: Марк Твен. Режиссёр — Николай Крутиков. Роль — Елизавета. Премьера: 24 января 2001 года
- «Эраст Фандорин» Автор: Б. Акунин. Режиссёр — Алексей Бородин. Роль — 3-я дама. Премьера: 16 мая 2002 года
- «Роман с кокаином» Автор: Михаил Агеев. Режиссёр Олег Рыбкин. Роли — Нелли, Зиночка, цветочница, проститутка, санитарка, газетчица. Премьера 24 сентября 2004 года
- «Чисто английское приведение» Автор: Екатерина Нарши (по пьесе Оскара Уайльда). Режиссёр — Александр Назаров. Роль — Миссис Энни. Премьера: 17 декабря 2005 года
- «Сказки на всякий случай» Автор: Евгений Клюев. Режиссёр — Владимир Богатырёв. Роль — Детские человеки. Премьера: 29 октября 2006 года
- «Платонов. III акт» Автор — Антон Чехов. Режиссёр — Александр Доронин. Роль — Александра Ивановна (Сашенька). Премьера: 24 января 2008 года
- «Идеалистка» (моноспектакль). Автор — Александр Володин. Режиссёр — Владимир Богатырёв. Роль — Она. Премьера: 7 октября 2008 года
- «Думайте о нас» Автор: Евгений Клюев. Режиссёр — Владимир Богатырёв. Роль — Фея Возмездия. Премьера: 14 марта 2010 года
- «Чехов-GALA» Автор — Антон Чехов. Режиссёр — Алексей Бородин. Роль — Жигалова Настасья Тимофеевна. Премьера: 17 июня 2010 года
- «Сентиментальные повести» Автор — Михаил Зощенко. Режиссёр — Рустем Фесак. Роль — Тетушка Аделаида Перепенчук, Девка с ножами. Премьера: 7 декабря 2010 года
- «Дон Кихот» Автор — Евгений Шварц. Режиссёр — Юрий Еремин. Роль — Тереза, экономка. Премьера: 19 ноября 2011 года
- «Участь Электры» Автор — Юджин О'Нил. Режиссёр — Алексей Бородин. Роль — Луиза. Премьера: 26 октября 2012 года

### Спектакли прошлых лет
- «Таня» Автор: Алексей Арбузов. Режиссёр — Александр Пономарев. Роль — Дуся, 1-я девушка. Премьера 7 марта 2003 года
- «А зори здесь тихие…» Автор — Борис Васильев. Режиссёр — А. Устюгов. Роль — Лиза Бричкина. Премьера 27 сентября 2005 года
- «Самоубийца» Автор: Николай Эрдман. Режиссёр Вениамин Смехов. Роль — Тик. Премьера: 24 марта 2006 года
- «Тень» Автор: Евгений Шварц. Режиссёр — Юрий Ерёмин. Роль — Юлия Джули. Премьера: 17 октября 2003 года
- Двое в темноте
- Марсианские хроники
- Баня
- Зелёная птичка
- Три апельсина
- Вечер русских водевилей
- Наш городок
- Отверженные
- Маленький лорд Фаутлерой
- Большие надежды
- Звездный мальчик
- Сомбреро
- Сказки Пушкина
- Король Лир
- Сон с продолжением
- Приключения Тома Сойера
- Поллианна
- Жили-были
- Мальчик-с-пальчик
- Капитанская дочка